# Storia di Ruvo di Puglia
La storia di Ruvo di Puglia inizia con la fondazione dei primi villaggi nel 2000 a.C. e giunge fino ai nostri giorni. La storia di questo paese della terra di Bari si perde nella notte dei tempi: delle sue origini e della sua storia si è conosciuto poco o nulla fino al XIX secolo quando dal suolo dell'agro ruvese sono emersi i prestigiosi vasi e le numerose monete dell'epoca antica che hanno riconsegnato al popolo rubastino uno spazio, un tempo e un luogo nella storia. Ruvo ha subito le dominazioni di tutti i grandi popoli che la storia ha conosciuto a partire dai greci, per passare dai normanni e per finire con il dominio borbonico.

## Toponimo

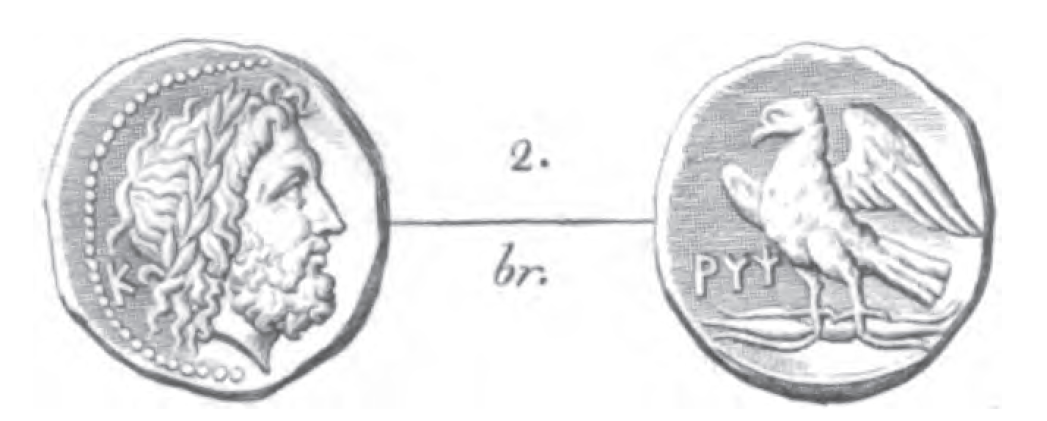
Grande bronzo della zecca di Ruvo; al dritto è raffigurato Giove Appulo coronato da un serto di alloro, al rovescio un'aquila su fulmini ed è riportata la dicitura ΡΥΨ, il nome della città.

Gli studiosi di ogni epoca hanno sempre incontrato difficoltà nell'offrire una giusta interpretazione etimologica del nome di Ruvo. Salvatore Fenicia, prolifico poligrafo dell'Ottocento, nella sua Monografia di Ruvo di Magna Grecia non riuscì a trarne la derivazione adducendone la causa alle frequenti distruzioni della città che avrebbero portato, a suo parere, a un caso di damnatio memoriae etimologica. Lo stesso risultato ottenne l'archeologo Giovanni Jatta, contemporaneo al Fenicia, che riuscì però a sciogliere alcune errate interpretazioni del nome di Ruvo nell'antichità e a ricavare la radice e il nome greco della città, su cui concordò Fenicia stesso. Jatta, infatti, individuò prima gli scrittori del mondo classico che hanno citato Ruvo partendo dal Netium di Strabone, identificandolo con un territorio tra Canosa e Ceglie (quindi Gravina o Ruvo) e non come un luogo sconosciuto, per passare al rubustini di Plinio il Vecchio (che indica chiaramente la popolazione di Ruvo), al Rubos di Orazio, al rubustinus ager di Sesto Giulio Frontino per finire con l'equivoco del Ruvo pugliese scambiato per il Ruvo lucano da Roberto Stefano e dai commentatori antichi di Virgilio ed Orazio che avevano scambiato Rubi per Ruvo del Monte e Rufris (nome latino di Ruvo del Monte) per Ruvo di Puglia. Infine Jatta nell'introduzione alla sua opera smentì anche l'ipotesi di coloro che identificavano Rudiae, città natale del poeta latino Quinto Ennio, con Ruvo poiché sono presenti i resti archeologici della sua vera patria tra Taranto e Brindisi. Di parere totalmente avverso a Jatta fu Gaetano Moroni, autore del Dizionario di erudizione storico-ecclesiastica, il quale colloca tra gli uomini illustri di Ruvo Domenico Cotugno e il poeta Quinto Ennio per poi identificare la stessa Ruvo con la Rudium di Strabone e affibbiarle il nome latino Ruben, ipotizzando il popolo ruvestino come discendente di Ruben figlio di Giacobbe.

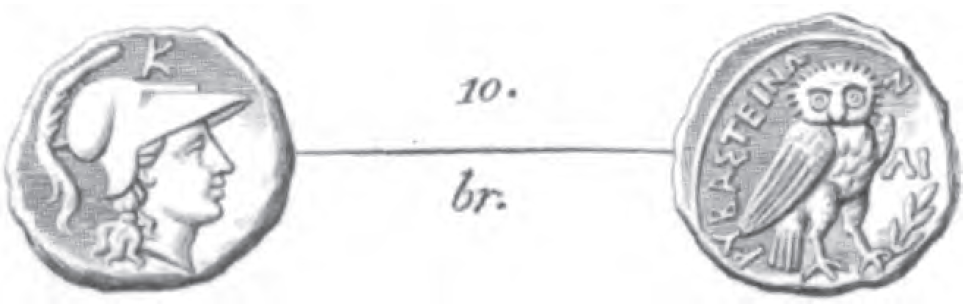
Moneta della zecca di Ruvo di età greca; sul dritto è raffigurata Atena Galeata, sul rovescio la civetta di Atena sormontata dalla scritta ΡΥΒΑΣΤΕΙΝΑ

Come si evince le fonti sono discordi e parecchio distanti l'una dall'altra. Tuttavia si può affermare con certezza che Ruvo sia stata chiamata dai greci colonizzatori, molto probabilmente arcadi, "Ρυψ" (Rhyps, da leggere "Riùps"). Molti studiosi hanno così focalizzato l'attenzione sulla radice "Ρυ-" (Rhy-, da leggere "Riù"), intesa o come "terra abbondante di rovi" (tipici della macchia mediterranea) o come "terra pianeggiante", tanto che l'attuale stemma comunale dovrebbe provenire da un originario stemma rappresentante un vaso con all'interno dei rovi. Sicuramente il nome della città risale alle popolazioni autoctone che con questo termine solevano indicare una peculiarità del territorio. Molto probabile è che i primi abitanti della Puglia e delle Murge abbiano assistito allo sfaldamento del territorio ad opera di vari fiumi e torrenti, che l'hanno reso calcareo e si sono poi inabissati nelle profondità della terra formando i tipici fenomeni carsici presenti nella regione, confermando dunque l'origine marina della Puglia. Quindi i primi abitanti della Terra di Bari con la radice "Ρυ-" volevano indicare quella zona o quel territorio in cui scorrevano violentemente le acque e trascinavano fino all'Adriatico le rocce calcaree. In seguito con la colonizzazione greca si è passati al nome "Ρυψ" per indicare la città e al termine "Ρυβαστὲινων" (Rhybasteinon, si legge "Riubasteinon") per indicare la popolazione locale spesso abbreviata in "Ρυβα" (Rhyba, da leggere "Riuba") su alcune monete. Con la dominazione dei romani, "Ρυψ" si trasformò prima in "Riba" e infine in "Rubi", assumendo anche la forma di pluralia tantum.
I cittadini di Ruvo sono attualmente chiamati ruvesi; tuttavia possono anche essere chiamati rubastini (dal greco "Ρυβαστὲινων", Rhybasteinon, si legge "Riubasteinon") e ruvestini (presumibilmente dal latino rubustinus con la mutazione fonetica della b in v), quest'ultimo etnico può essere usato come forma letteraria o più elevata del comune ruvese.

## DaRhypsaRubi: il periodo d'oro
(Quinto Orazio Flacco, Sermones, Liber I - Sermo V)

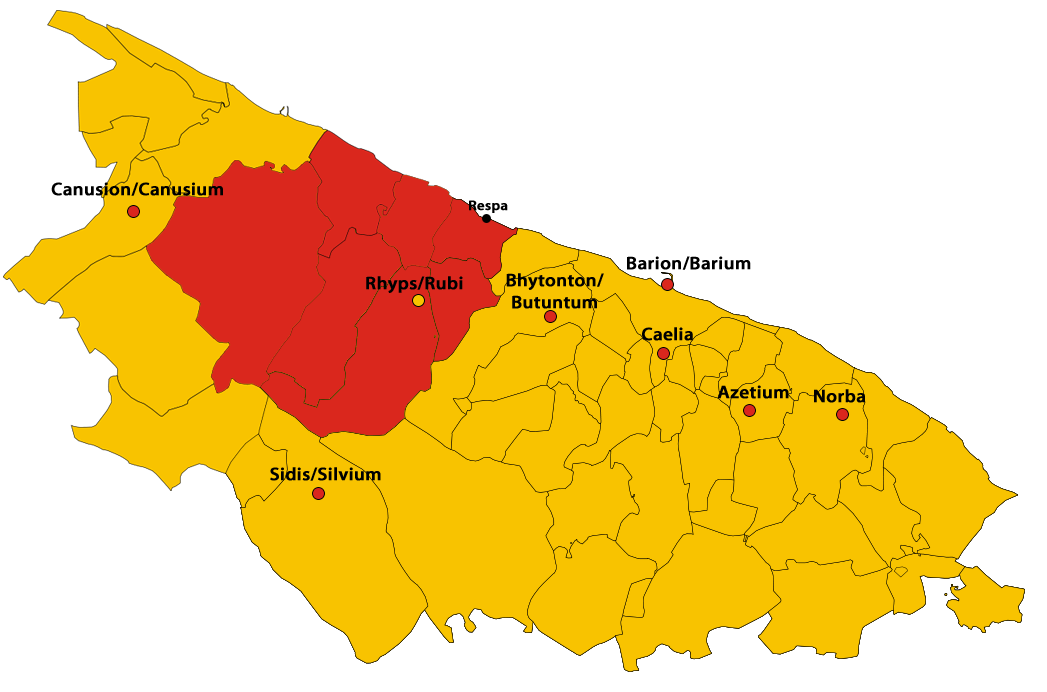
Il territorio di Ruvo nel III secolo a.C.

La storia di Ruvo di Puglia gravita intorno alle sorti del suo agro (ager rubustinus nel Liber Coloniarum), tuttora il terzo più grande della Provincia di Bari, da sempre ripartito in villaggi e contrade, come la contrada Matine in cui sono stati ritrovati esemplari di conchiglie pietrificate, testimonianze dell'antichità del suolo murgiano e della formazione marina della Puglia. Alcuni manufatti di pietra lavorata rivelano l'insediamento di alcune popolazioni nell'agro ruvese già nel paleolitico medio mentre resti di villaggi neolitici dimostrano la presenza dell'uomo fin dal VI millennio a.C..
Durante l'età del bronzo, l'area attinente a Ruvo di Puglia fu successivamente abitata dai Morgeti, un popolo ausonico, intorno al 2000 a.C. e presero il controllo dell'insediamento originario ruvestino nella zona della strada che porta dal pulo di Molfetta a Matera, facendo sorgere un villaggio di capanne (circa 14 000 abitanti in un perimetro di 900 metri) a circa 15 chilometri da Ruvo. Le testimonianze di quest'epoca non mancano e viene delineato come un villaggio attivo nella lavorazione del metallo e della pietra e nel commercio, come si può evincere da un'ascia di bronzo ritrovata in contrada Montedoro e da alcuni ornamenti dello stesso materiale. Con l'età del ferro e con l'arrivo degli Iapigi dall'Illiria i Morgeti furono costretti a migrare verso sud. Gli Iapigi si distinsero in tre differenti gruppi e culture, i Messapi nel Salento, i Peuceti nella Terra di Bari e i Dauni nel Tavoliere delle Puglie. I Peuceti dunque ereditarono l'insediamento protourbano e fondarono Ruvo inizialmente come un villaggio in cima alla collina dove oggi sorge la pineta comunale e la chiesa di san Michele Arcangelo. Da piccolo villaggio diventò subito una delle principali città peucete trattenendo rapporti con gli altri villaggi, quali Sidis/Silvium (l'attuale Gravina in Puglia), indigeni della zona e con gli etruschi a nord ma anche con le prime colonie della Magna Grecia a sud, soprattutto grazie ad un emporio marittimo, indicato dalle fonti antiche con il nome di Respa, l'attuale Cala San Giacomo in Molfetta.

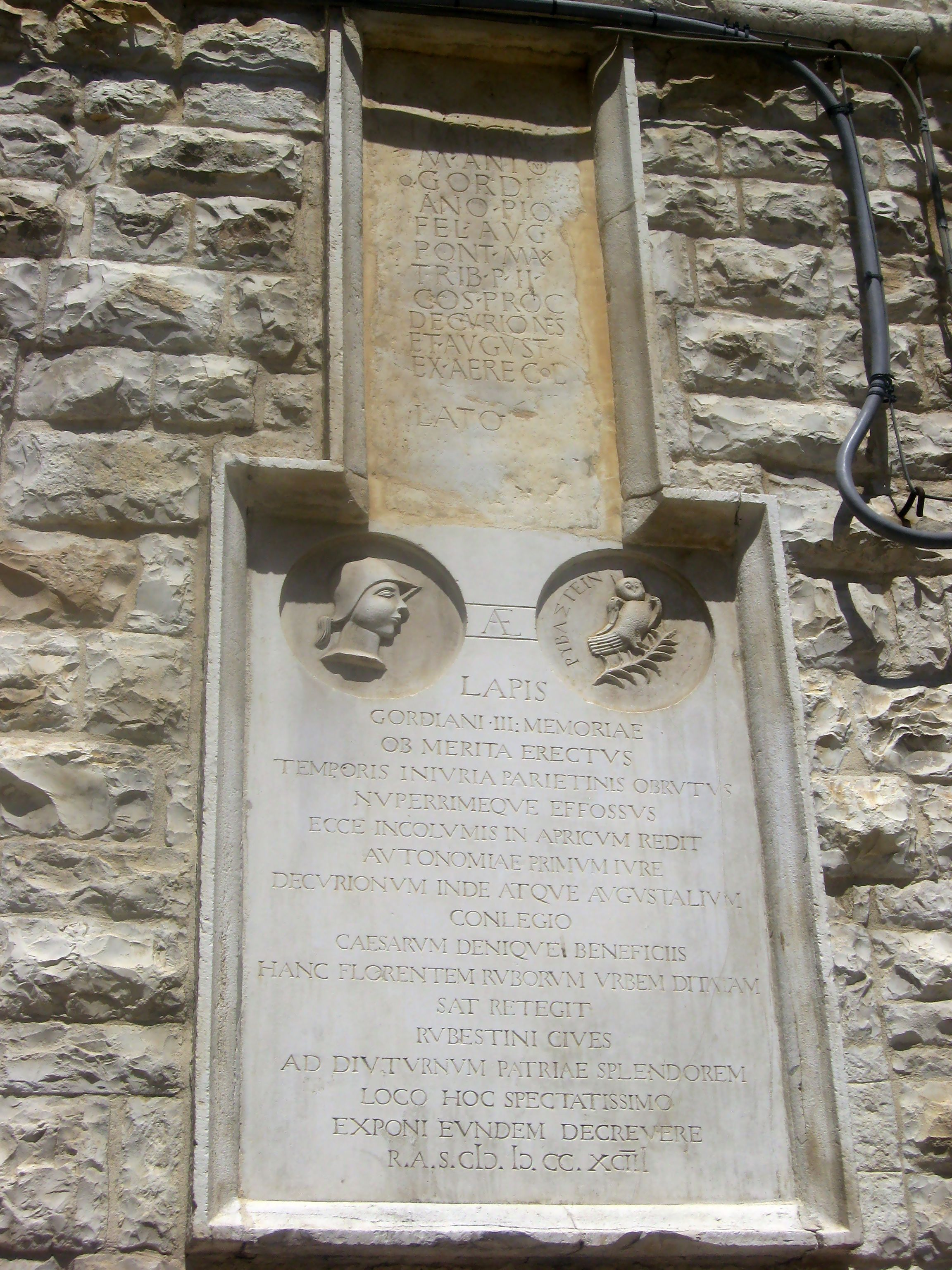
Piazza Menotti Garibaldi, epigrafe di Gordiano III

Tra il VIII e V secolo a.C. alcuni gruppi di colonizzatori provenienti da Creta colonizzarono pacificamente il villaggio peuceta, sovrapponendosi e integrandosi con la comunità già esistente, trasformandolo in un'autonoma città greca dal nome Rhyps. Grazie all'arrivo dei greci la città visse il momento di massimo splendore intorno al IV secolo a.C. potendo vantare un territorio molto esteso (l'agro rubastino di età greca comprendeva Molfetta, Terlizzi, Corato, Trani, Bisceglie e Andria) e una popolazione mai più raggiunta. Ruvo divenne una florida città greca e la sua ricchezza era basata sugli scambi commerciali di olio e vino e su una fiorente produzione di vasellame da trasporto e da servizio, come testimonia la vastissima necropoli in cui sono state ritrovate tombe contenenti oggetti di bronzo, argento e oro. La città divenne prima alleata di Atene, come dimostrano alcune monete dotate dell'Atena galeata tipiche della potenza attica, raggiungendo l'apice della propria potenza militare. Ruvo si rese dunque indipendente, coniando monete d'argento, e fu in questo periodo che a Ruvo giunsero i numerosissimi vasi dalla Grecia e gli ori dagli scambi commerciali intrattenuti con gli etruschi. La necropoli ha svolto un ruolo di primo piano nell'aumentare la fama a livello internazionale della città, per via delle migliaia di reperti peuceti, greci e latini e nella costruzione del patrimonio storico antico dimenticato fino ai primi del Novecento. La riscoperta della storia antica di Ruvo avvenne grazie alle famiglie nobili locali, tra cui gli Jatta (fondatori poi dell'omonimo museo), i Caputi, i Fenicia e i Lojodice, i quali allestendo i propri musei privati frenarono la compravendita di quei reperti che ora costituiscono la testimonianza più pura del passato prestigio della città in epoca greca, come il vaso di Talos e la tomba del guerriero (o delle danzatrici) conservata al Museo Archeologico Nazionale di Napoli. Nell'agro ruvestino inoltre sorsero numerosi villaggi tra i quali alcuni nei pressi di Calentano e della contrada Mattine.

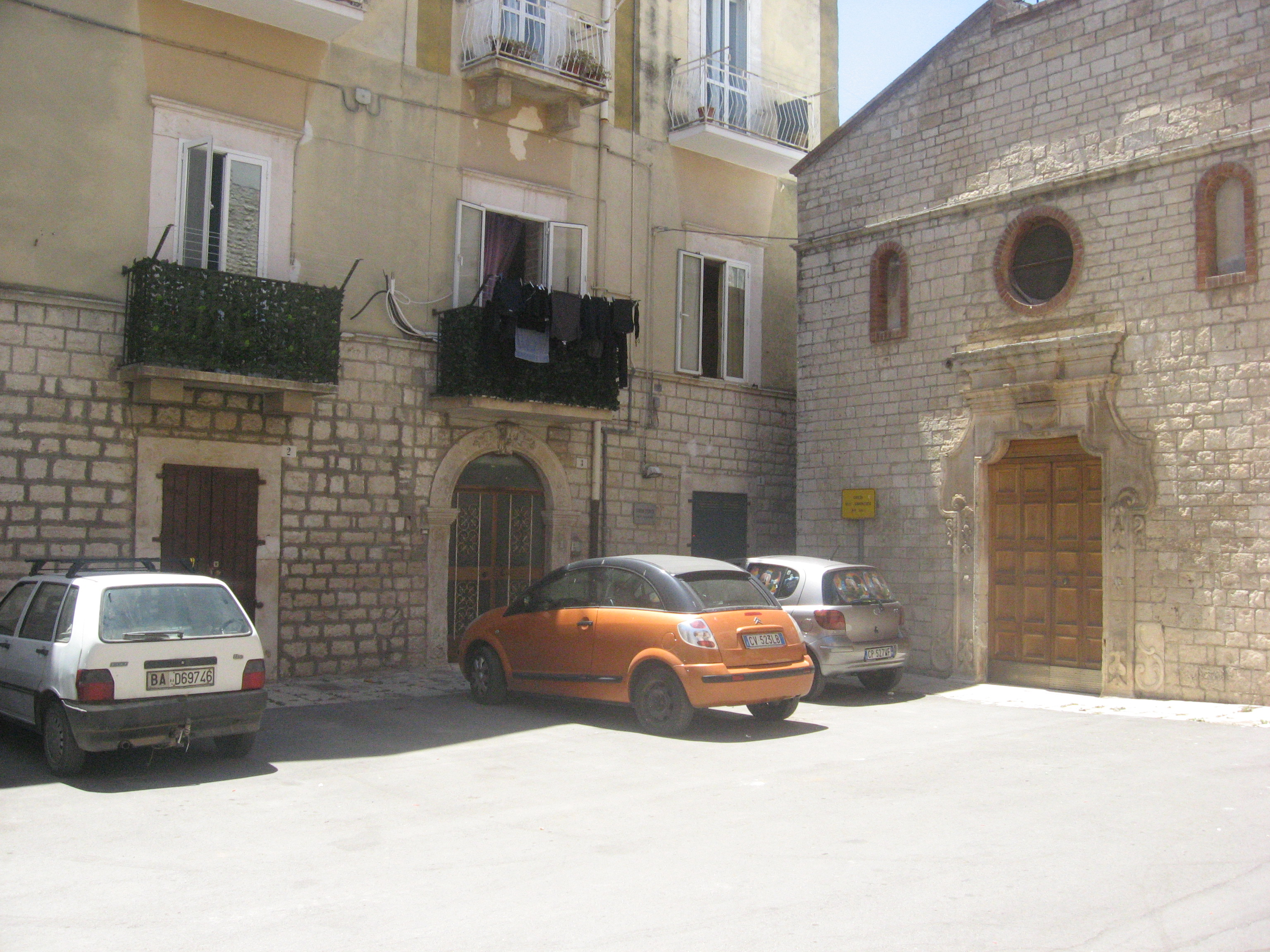
Largo Annunziata, sede dell'antico foro romano di Rubi

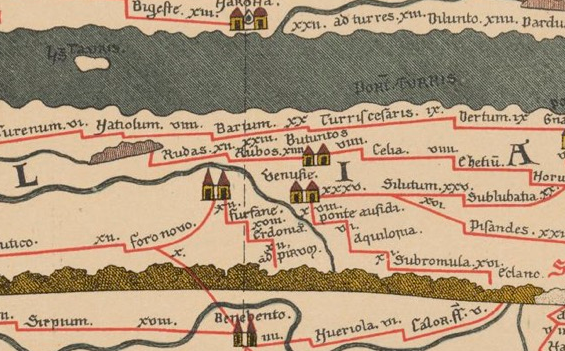
Ruvo sulla Tabula Peutingeriana, una copia di una carta romana del IV secolo d.C. Ruvo è indicata con il nome di Rubos

Dal 324 a.C. la città entrò nell'orbita di Roma che conquistò l'Apulia in seguito alle guerre sannitiche e al conflitto con Taranto, facendo così terminare l'età ellenistica nella suddetta regione. Sotto la dominazione romana Rubi godette di numerosi privilegi tra i quali l'autonomia legislativa. Tuttavia col passare del tempo questa libertà venne limitata con l'assegnazione della cittadinanza romana e del titolo di municipium. Inoltre è attestata l'appartenenza di Rubi alla tribù Claudia, una delle trentuno tribù rustiche. L'importanza di Ruvo nell'età romana è testimoniata dal ruolo di stazione della via Traiana e da un'epigrafe, oggi collocata in piazza Menotti Garibaldi, dedicata all'imperatore Gordiano III, la quale riporta l'esistenza nella città del collegio degli augustali. La stessa via, che attraversava Ruvo, venne percorsa dal poeta venosino Quinto Orazio Flacco, come riportato nelle Satire nell'iter Brundisinum. Nel I secolo d.C. a Ruvo nacque, secondo la tradizione, una delle più antiche diocesi cristiane: la leggenda narra che san Pietro passò due volte da Ruvo nel 44 e la prima volta convertì alcuni pagani del luogo mentre la seconda volta, in fuga da Roma dalle persecuzioni dell'imperatore Claudio, riconvertì gli stessi fedeli che erano tornati al paganesimo lasciando come primo vescovo della città e della regione pugliese san Cleto (futuro terzo papa), per mantenere viva la fede nella nascente comunità cristiana. I primi cristiani ruvestini si riunivano in una cisterna che fungeva da catacomba e da luogo di culto; in questo luogo inoltre fu scolpita nella pietra una statua del santo, a tal punto che il luogo viene identificato attualmente come la grotta di San Cleto. 
Sotto la dominazione romana la pianta della città doveva molto probabilmente coincidere con il centro storico come dimostrano i resti di una domus al di sotto della Concattedrale. In epoca imperiale Ruvo venne circondata dalle mura e in seguito subì una prima diminuzione del territorio, in quanto intorno al V secolo sorsero le città di Molfetta, Trani e Bisceglie, impedendo così il contatto con il mare.

## Ruvo medievale
(Cantalicio, De bis recepta parthenope Gonsalviae)

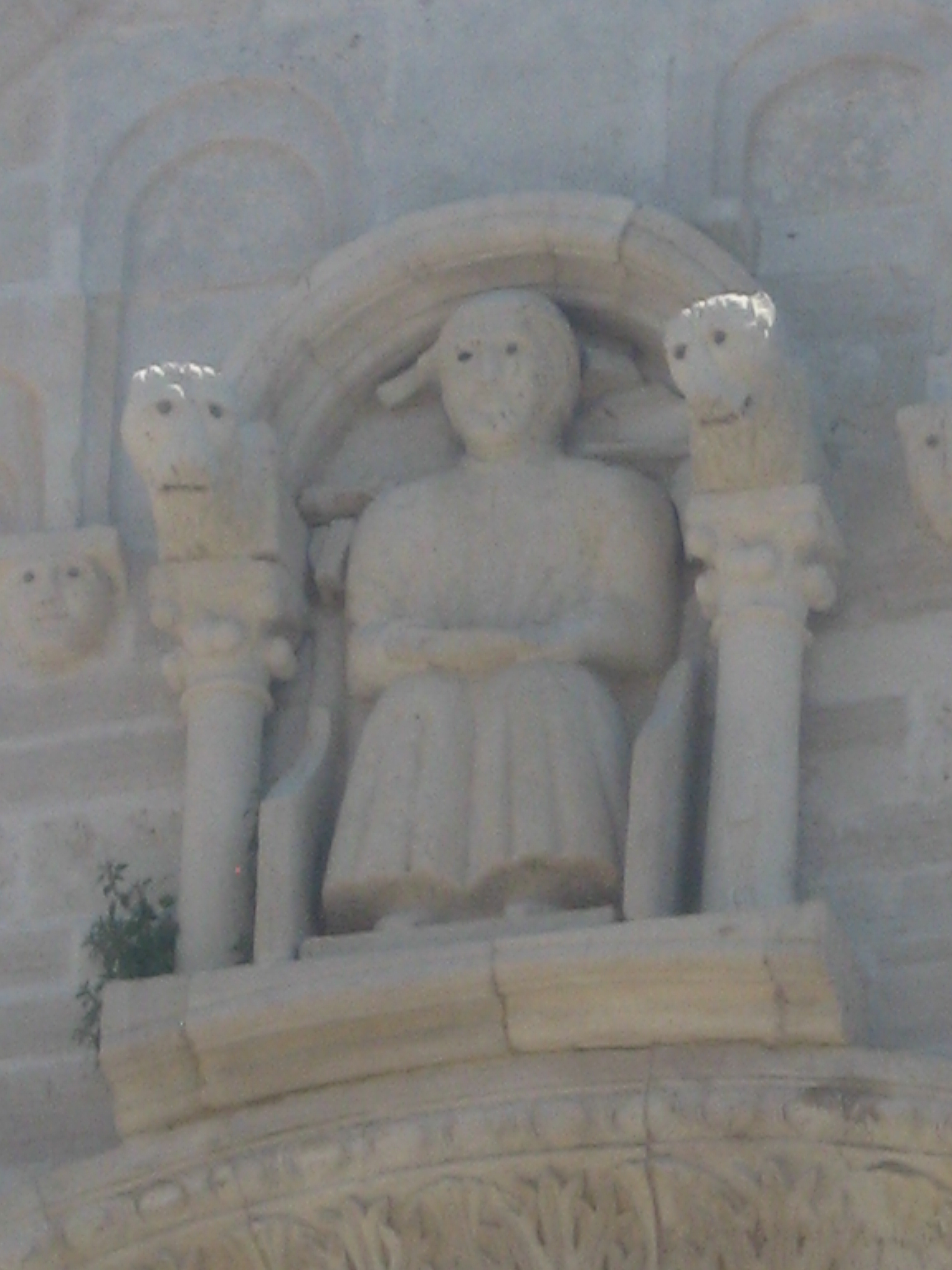
Roberto II di Bassavilla

Per Ruvo il V secolo significò la fine dell'influenza economica e politica. Infatti, caduto l'Impero d'Occidente, subì, come il resto della penisola, le invasioni dei Goti che rasero al suolo la città romana nel 533, rendendola un cumulo di macerie e facendo così elevare il suolo attuale di circa 5 o 7 metri. I sopravvissuti si spostarono dunque a valle della collina edificando la nuova città al di sopra della necropoli e delle costruzioni già esistenti per poi essere conquistati dai longobardi nel 567. Nell'857 Ruvo fu saccheggiata dei saraceni che si stabilirono nei pressi della chiesa del Purgatorio e nel largo tuttora chiamato Fondo Marasco (evoluzione di Fondo Moresco). Per evitare di ritrovarsi impreparati innanzi ai nemici, i ruvestini dotarono la nuova città medievale di altissime mura, munite di torri quadrate e di ben quattro porte: porta Noè o Noja (attuale via Vittorio Veneto), porta del Buccettolo (via Campanella), porta del Castello (piazza Matteotti) e porta Nuova o sant'Angelo (corso Piave).  Nell'XI secolo, durante l'epoca svevo-normanna, la città-fortezza entrò nella contea di Conversano. Tuttavia il conte di Conversano, Tancredi, formò una coalizione con altri baroni della zona ribellandosi al re Ruggero II di Sicilia il quale nel 1129 riconquistò tutte le città in rivolta tra cui Ruvo, l'unica ad opporre una strenua resistenza grazie alle possenti mura. La leggenda vuole che Ruggero II, vista la difficoltà nell'espugnare Ruvo, avesse indotto con l'astuzia qualche barone locale a tradire la città consentendone così la conquista. La dominazione sveva, specialmente nell'arco di tempo che va dal 1166 al 1266, rappresentò per la comunità locale la rinascita economica e culturale. In questo periodo infatti fu realizzata la cattedrale romanica, commissionata da Roberto II di Bassavilla. Nella stessa epoca tra Ruvo e Canosa, per volere di Federico II di Svevia, fu costruito il Castel del Monte. Inoltre l'agro ruvestino subì una seconda riduzione poiché Pietro il Normanno fondò le città di Corato e Andria.
In quest'epoca il feudo di Ruvo fu attraversato anche da san Francesco d'Assisi, il quale invitò gli abitanti a edificare una nuova chiesa (nella quale poi si stanzieranno i frati minori osservanti) sul luogo in cui erano presenti i ruderi di un vecchio tempio dei monaci basiliani.

### L'agro di Ruvo nell'Alto Medioevo e il fenomeno delle chiese private
Tra il VII e l'XI secolo nell'agro di Ruvo emergeva il fenomeno delle chiese private. Molte di queste chiese erano costruite dalle famiglie benestanti, in seguito alla raccolta di donazioni effettuate dai ceti popolari residenti nelle campagne. L'edificazione delle chiese private, conferiva lustro a tali famiglie e consentiva di ricevere benedizioni pro rimedio animarum e di effettuare le liturgie legate ai sacramenti. Questa iniziativa fu intrapresa dall'aristocrazia terriera a fronte della limitata influenza del clero locale che ricadeva solo all'interno delle mura cittadine. Attorno a queste chiese private, sorsero piccoli insediamenti, come il Casale di Calendano (o Calentano). Nell'XI secolo, le istituzioni ecclesiastiche furono riformate e si pose un freno a tale fenomeno. Le chiese private già esistenti cambiarono il loro ruolo in edifici laici. Con la crisi del Trecento, questi casali e chiese private furono abbandonate, in favore di un ritorno dei braccianti nel castrum di Ruvo, portando ad un incremento esponenziale della popolazione e causando il progressivo abbandono degli insediamenti rurari fino alla loro totale scomparsa.

### Il Basso Medioevo

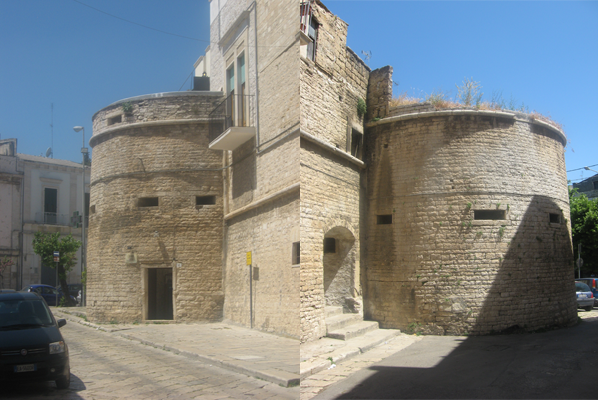
Gli ultimi due torrioni rimasti delle mura medievali di Ruvo

Dal 1266 al 1435, la città entrò nell'epoca Angioina, quando il 29 settembre 1269 Carlo I d'Angiò cedette l'agro ruvese con i casali (circa una ventina, tra i quali l'importante Calentano e i fiorenti Matine e Strappete) ad Arnolfo de Colant. Seguirono come feudatari di Ruvo, Arnolfo II de Colant, Roberto de Juriaco e suo figlio Galeriano. Con la morte del re Andrea d'Ungheria nel 1345, Ruvo si trovò nel mezzo dello scontro tra angioini e ungheresi per il controllo del Regno di Napoli e nel 1350 fu nuovamente saccheggiata e rasa al suolo da Ruggiero Sanseverino dopo una lunghissima resistenza dei ruvestini protrattasi per ben due giorni. Probabilmente fu in questo momento che divenne necessaria la costruzione di una gigantesca torre, alta 33 metri, detta "torre del Pilota" nei pressi del castello. La sua base copriva parte della base ellittica oggi presente al centro di piazza Matteotti e fungeva da prigione, fortino e luogo di difesa. Inoltre la torre, prima della costruzione dei vari fari sulla costa adriatica, fungeva da giorno da riferimento in modo da rendere sicuri gli approdi dei marinai alle loro città, mentre di notte si soleva accendere un luminoso fanale appeso dalla parte settentrionale del convento di sant'Angelo, essendo situato nella parte più alta della città. In seguito all'aggressione del Sanseverino, gli abitanti dei casali di Calentano e della contrada Mattine abbandonarono la campagna, rifugiandosi in città e danneggiando così l'economia agricola locale. Furono dunque riparate le mura già esistenti con una solida costruzione e furono rivestite di un secondo muro di pietra; anche la torre fu rinforzata con l'aggiunta di un bastione e di un fossato. In questo periodo l'agro di Terlizzi viene distaccato definitivamente da Ruvo. Nel 1387 si ebbe un miglioramento delle condizioni politico-sociali in quanto il borgo cessò di essere una città feudale diventando demaniale. Al dominio angioino si succedette quello aragonese, durato dal 1435 fino al 1503. 

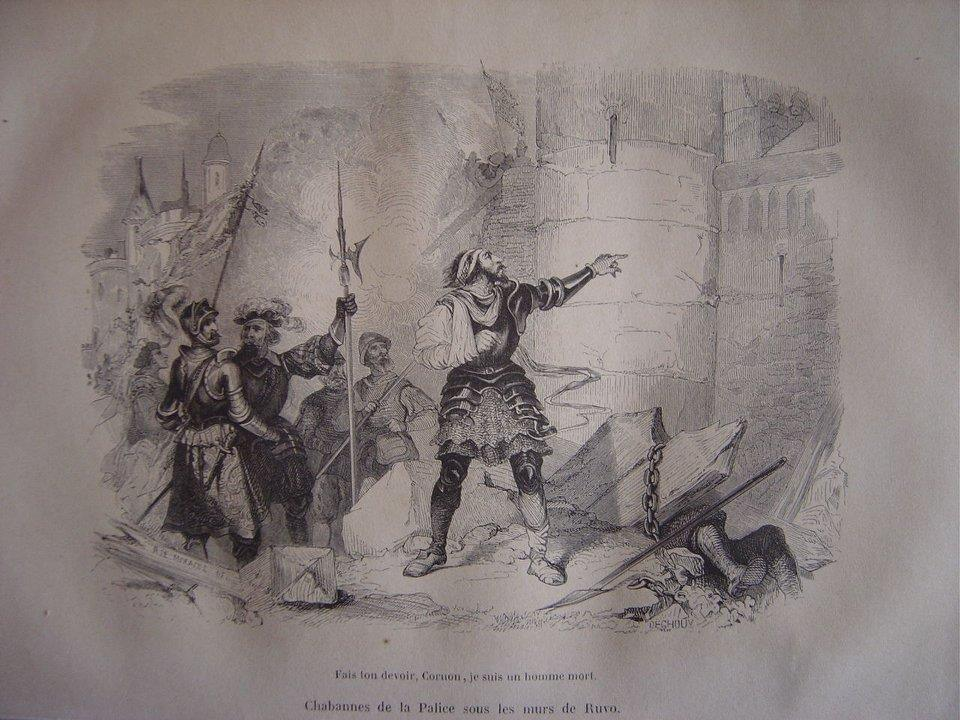
Jacques de La Palice sotto le mura di Ruvo in un'illustrazione ottocentesca.

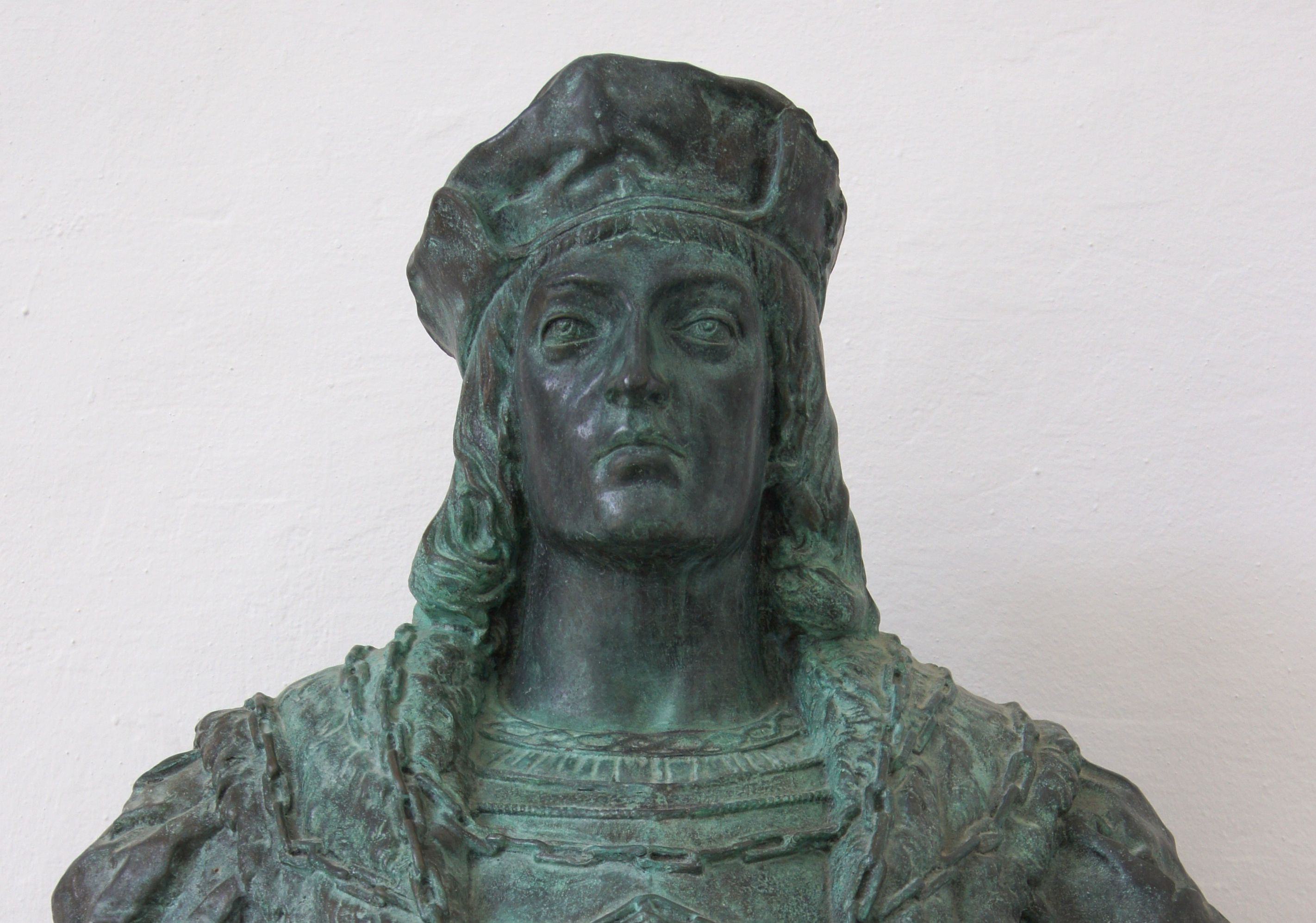
Consalvo di Cordova

Nel 1458 la città fu possedimento di Isabella Del Balzo e poi venduta dopo tre anni a Galzarano de Requesens. Ruvo si trovò coinvolta nella guerra d'Italia del 1499-1504: durante il conflitto i francesi si stanziarono nella città sotto la guida di Louis d'Armagnac, duca di Nemours, del cui contingente facevano parte Charles de Torgue e Jacques de La Palice. Il 13 febbraio 1503 da Ruvo partirono i tredici francesi che presero parte alla disfida di Barletta, dopo aver partecipato alla messa d'augurio nella chiesa di san Rocco. La chiesetta di san Rocco era stata eretta dalla popolazione in quello stesso anno, in seguito alla peste che colpì la città. La tradizione vuole che san Rocco fosse apparso, travestito da viandante, nei giorni della pestilenza al vescovo di Ruvo e al primo magistrato, invitandoli a pregare. Così la popolazione ruvestina in segno di riconoscenza verso il santo eresse un tempio e fu acclamato santo patrono. Nella notte tra il 22 e il 23 febbraio 1503, durante l'assenza del duca di Nemours, la città, affidata al comando di Jacques de La Palice, subì un agguato notturno da parte di Consalvo di Cordova che saccheggiò e distrusse l'intero centro cittadino, producendo una quantità tale di detriti e macerie che il manto stradale s'innalzò ancora di un metro. Lo scontro passerà alla storia sotto il nome di battaglia di Ruvo.

## Il dominio dei Carafa (1510-1806)
(Iscrizione del 1516 presente sulla Porta Noé)

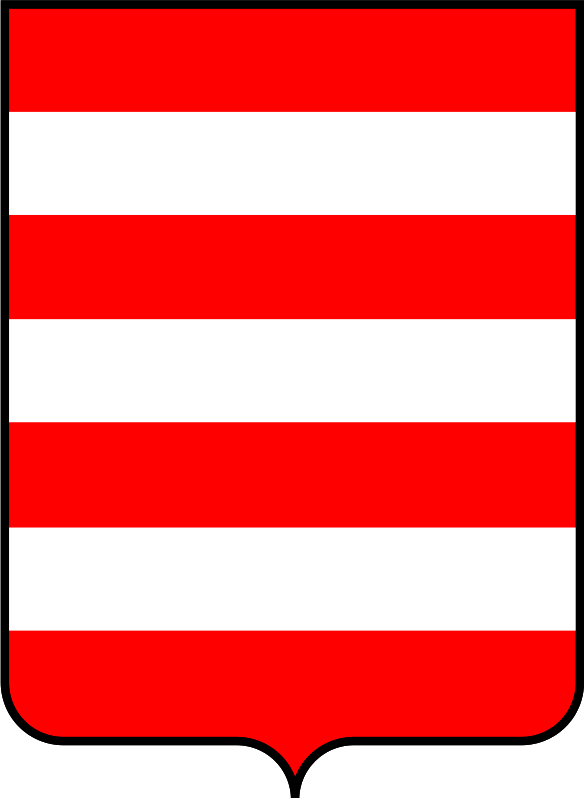
Stemma dei Carafa, conti di Ruvo dal 1510 al 1806

Nel 1510 il feudo comitale di Ruvo fu venduto da Isabella de Requesens al cardinale Oliviero Carafa, il quale lo acquistò per il fratello Fabrizio che unì la contea di Ruvo al ducato d'Andria nel 1522. Con l'arrivo dei Carafa scomparvero le più antiche famiglie patrizie lasciando così la città al libero arbitrio della casata napoletana e delle famiglie nobili emergenti. Nel 1516 sotto Fabrizio furono riedificate e risolidificate le mura dopo l'assalto di Consalvo da Cordova: vennero riedificati anche i torrioni questa volta dotati di feritoie e pianta circolare, com'è visibile anche oggi, e fu fortificata la porta principale della città ovvero porta Noé, dotata anche di saracina nel caso venisse sfondata la porta, sormontata dallo stemma comunale, da una nicchia con le statue in pietra dei tre santi patroni di Ruvo, san Cleto, san Biagio e san Rocco, e dall'iscrizione in latino succitata. Tuttavia se per quasi due secoli Ruvo visse un periodo di pace, le ripercussioni dell'insediamento del nuovo casato gravarono direttamente sulla popolazione e sull'economia strette nella morsa avida e soffocante dei Carafa, i quali presero a nominare gli amministratori comunali, trasformarono la torre del Pilota in prigione per gli oppositori, assoldarono dei facinorosi per tenere sedare le tensioni sociali, si servirono delle ultime famiglie nobili rimaste in città per esercitare pressioni e permisero ai locati (proprietari di greggi) abruzzesi di effettuare la transumanza nell'agro ruvese. Tutto questo portò a conseguenze disastrose la città che determinarono la riduzione della popolazione, il fallimento dell'amministrazione comunale (costretta a vendere la contrada Difesa nel 1632 a causa dei debiti) e il passaggio delle proprietà terriere dalle mani dei contadini a quelle degli ecclesiastici. Inoltre tutti i documenti comunali furono trasportati da Ruvo ad Andria. Contemporaneamente a Ruvo sorsero vari palazzi nobiliari appartenenti alle famiglie Griffi, Avitaia, Caputi e Rocca (in seguito il palazzo sarà acquistato dalla famiglia Spada), espressioni della loro influenza e della buona condizione economica. Furono edificati anche edifici religiosi come il convento di san Domenico e il convento dei cappuccini oltre ad alcune case palazziate tra cui quella dei Rubini.

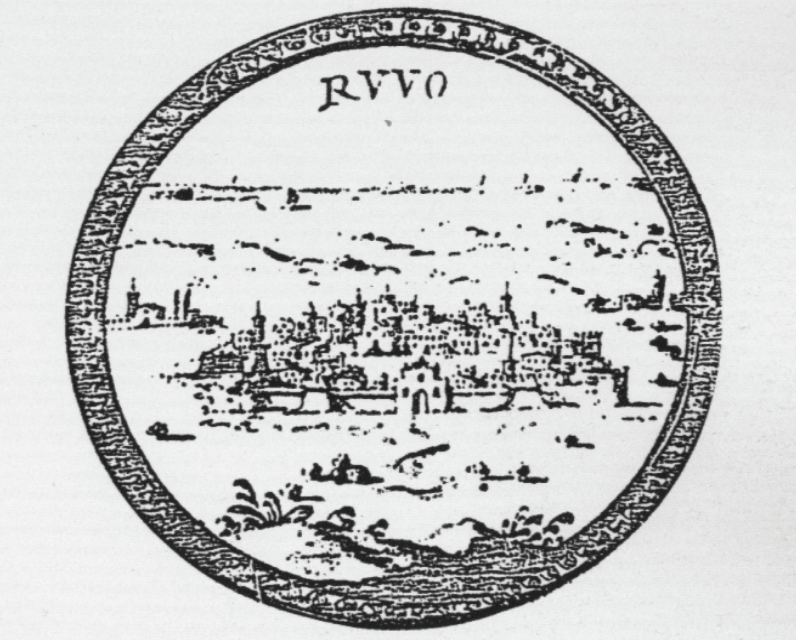
Ruvo vista da Porta Noé nel 1708, illustrazione di Cassiano de Silva

Il benessere del feudo di Ruvo toccava solo le fasce aristocratiche e a queste si affiancava il clero guidato dal vescovo, il quale consolidò il proprio ruolo con la nascita di due nuove chiese (la chiesa del Purgatorio e del Carmine) e con la fondazione delle varie confraternite nell'epoca della controriforma, tra cui l'arciconfraternita del Carmine, formata quasi esclusivamente da ecclesiastici, la quale divenne il sodalizio più ricco e influente del paese. Assieme alle altre confraternite (confraternita di san Rocco, confraternita del Purgatorio e confraternita Purificazione-Addolorata) svolgeva attività caritativo-assistenziali: le stesse attualmente curano i riti della settimana santa di Ruvo di Puglia. Nel XVI secolo nacque la festa maggiore patronale dell'Ottavario: secondo la tradizione il conte di Ruvo, Ettore I Carafa, al ritorno da una battuta di caccia dalla contrada Parco del conte, entrato in città mentre si stava snodando la processione del Corpus Domini, attraversò il corteo rompendolo in due blocchi; la popolazione inveì contro il conte ma al momento del passaggio del santissimo sacramento il suo cavallo si inchinò in segno di rispetto facendo cadere il Carafa, che stupito e amareggiato per l'accaduto decise di far ripetere la festa otto giorni dopo istituendo così la processione dell'Ottavario. Per tutto il 1600 diminuì vertiginosamente la popolazione ruvese dai 5 816 abitanti ai 700, poiché dilaniata dalle calamità naturali come l'invasione di cavallette del 1606, la nevicata con gelata del 1616 (le cui conseguenze pesarono sull'economia ruvese per i dieci anni successivi), la siccità del 1622, i terremoti del 1626 e 1627 e dalla peste del 1656. In quest'epoca hanno vissuto personaggi importanti nella storia di Ruvo come Antonio Avitaja (1621-1678), letterato, commediografo, sindaco nel 1646 e fondatore dell'Accademia degli Incogniti, Orazio Rocca (1674-1742), magistrato e benefattore perseguitato dai Carafa, ma soprattutto Domenico Cotugno, medico, anatomista e chirurgo, scopritore delle cause della sciatica e del funzionamento dei condotti interni all'orecchio. Tra il 1795 e il 1799 Ettore IV Carafa divenne conte di Ruvo: di suoi ideali giacobini, partecipò attivamente alle vicissitudini della repubblica partenopea del 1799 e morì sulla ghigliottina a Napoli con gli altri rivoluzionari. Nel 1806 con la discesa delle truppe napoleoniche nel sud Italia, il feudalesimo fu abolito e così terminò il dominio dei Carafa durato tre secoli.

## I moti liberali e il Risorgimento
(Salvatore Fenicia, Memoria archeologica sopra li dodeci primi vasi scelti della collezione delle anticaglie de' Signori Jatta)

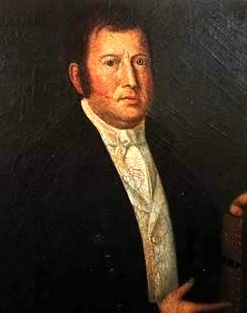
Giovanni Jatta

Quando nacque la Repubblica Napoletana nel 1799, sostenuta dall'esercito francese del generale Jean Étienne Championnet, a Ruvo, ancora sotto il controllo dei Carafa, scoppiarono disordini e insurrezioni di stampo giacobino: sulla torre dell'orologio (costruita nel Seicento) fu issato il tricolore e nella piazza principale fu piantato l'albero della libertà. Ben presto si diffuse la falsa notizia che la marina inglese bombardasse tutte le città della costa che avessero piantato l'albero; la popolazione colta dalla paura si affrettò a demolire il cipresso e aggredì i giacobini e gli amministratori comunali che si erano prodigati nel piantare il simbolo della rivoluzione, senza pensare che le cannonate dal mare degli inglesi non sarebbero mai potute giungere fino alle mura di Ruvo. La città cadde così nell'anarchia in seguito ai moti antirepubblicani dei sanfedisti. Ad accorrere in aiuto di Ruvo furono il conte Ettore IV Carafa e il magistrato Giovanni Jatta, due uomini di ideali completamente differenti, l'uno nobile e l'altro liberale e avverso al casato del conte. Carafa, dopo aver visto bruciare Andria, sua città natale, nel conflitto tra sanfedisti e francesi, nonostante avesse appoggiato gli ideali repubblicani favorendo l'azione del generale Broussier, cercò evitare una sorte analoga per Ruvo. Una volta fallita la rivoluzione, il conte fu giustiziato a Napoli e i Borbone tornarono al potere. Jatta, eletto più volte dai ruvestini come avvocato della città, già nel 1794 impugnò la difesa di Ruvo nelle controversie con i locati abruzzesi per poi scagliarsi anche contro i Carafa mirando alla disgregazione del feudo: questa causa intrapresa svelò le sue tendenze liberali e fu così costretto all'esilio in Svizzera dalle autorità borboniche per poi tornare a Napoli durante la rivoluzione al seguito del generale Championnet nel 1799. Durante l'esperienza della Repubblica egli organizzò a Ruvo la guardia nazionale e riportò l'ordine in città ma questo gli costò l'inserimento del suo nome tra i rei di Stato e ben dieci anni di esilio quando i Borbone tornarono sul torno del Regno di Napoli. Riprese le attività forensi, nel 1803 Jatta strinse accordi con i Carafa, riguardo al destino del feudo e con la legge sul tavoliere risolse le questioni con i locati abruzzesi. Gli accordi stipulati da Jatta, come difensore della città, furono talmente fruttuosi che il comune di Ruvo riuscì ad estinguere numerosi debiti e fu annoverato tra i più ricchi della provincia. Negli stessi anni furono allontanati da Ruvo i domenicani, mentre la loro chiesa di San Domenico fu affidata alla confraternita della Purificazione. Jatta inoltre fu testimone dei primi scavi di Pompei ed Ercolano e contagiato dall'entusiasmo dette il via agli scavi anche nell'agro ruvestino, scoprendo un patrimonio storico e artistico sotterraneo. Jatta si trasformò in collezionista e si circondò dei migliori esperti raccogliendo così i reperti archeologici più rilevanti e allestendo la sua collezione privata.
Oltre alla famiglia Jatta anche i Fenicia e i Caputi crearono delle collezioni di vasi fittili e monete. Alla morte di Giovanni Jatta la collezione fu unita a quella del fratello Giulio e fu quindi istituito il museo. Tante furono le anticaglie e i reperti riportati alla luce dal sotto suolo e molti di questi vennero venduti e donati ai musei privati e pubblici di Napoli. La scoperta dei numerosi reperti di epoca greca permise rese celebre Ruvo e le assegnò un posto nella storia antica. In età napoleonica fu edificato il cimitero di Ruvo ad opera dell'architetto Tommaso Ferrieri Caputi, fuori dalle mura cittadine come voleva l'editto di Saint Cloud.

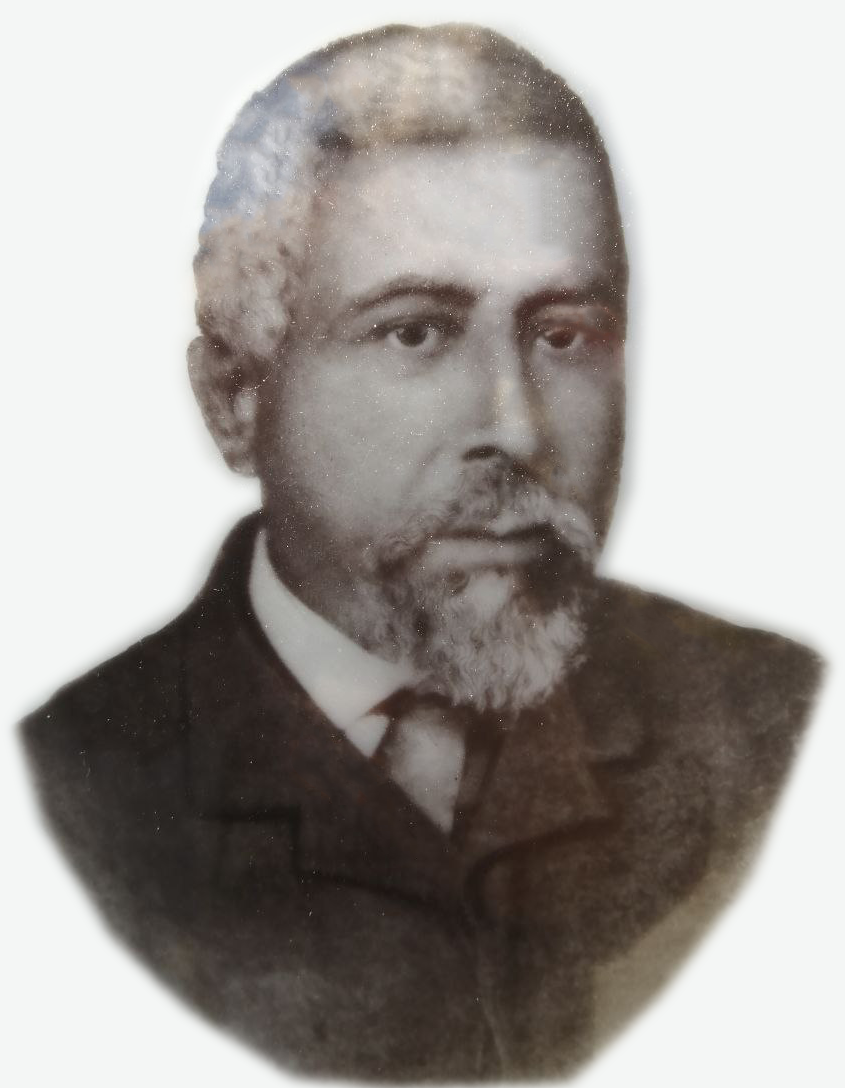
Francesco Rubini

Dopo la caduta dell'impero napoleonico, fu restaurato sul meridione il dominio dei Borboni con la nascita del Regno delle Due Sicilie. Già nel 1817 sorse a Ruvo una vendita carbonara chiamata "Perfetta Fedeltà" con 162 iscritti, tra cui il già citato Tommaso Ferrieri Caputi, Vincenzo Cervone e Francesco Rubini, che promuoveva le lotte liberali e costituzionali. Nonostante lo scioglimento delle società segrete nel 1821 per opera di Ferdinando I, i patrioti ruvestini continuarono le loro attività clandestinamente nelle case dei liberali Marino e Pasquale Cervone oppure nella chiesa della Madonna dell'Isola ora non più esistente. Il personaggio di spicco dei moti del 1848 fu senza dubbio Francesco Rubini, il quale aderì anche alla Giovine Italia, fu più volte elogiato da Giuseppe Mazzini e Giuseppe Garibaldi e si acquistò la fama di instancabile predicatore, capace di infiammare gli animi della popolazione, tanto che per la sua attività nel 1849 fu arrestato e processato. Scarcerato dopo due anni e costretto alla vigilanza di polizia, fu considerato altamente pericoloso anche durante il breve regno di Francesco II. Il 6 settembre del 1860 fu nominato da Garibaldi governatore con pieni poteri, liberò i patrioti catturati dal generale Pallavicino e costituì il triumvirato della "Nuova Italia" con Giovanni Jatta junior e Vincenzo Chieco; divenne poi comandante delle sei compagnie capitanate da altrettanti ruvestini e poi nominato da Bettino Ricasoli primo maggiore della guardia nazionale, incarico svolto fino al 1886. Inoltre Rubini e Cervone ospitarono a Ruvo Menotti Garibaldi, nella villa da quel giorno chiamata "Caprera", per reclutare volontari per la campagna di Trento. Rifiutò la carica di prefetto e di Cavaliere del Regno d'Italia, tanto da essere definito da Giovanni Bovio e Matteo Renato Imbriani l'avvocato rinunziatutto. Nel 1861 si schierò con la sinistra storica ma restò convinto che il popolo italiano fosse ancora da forgiare e rimase molto amareggiato per l'andamento economico, politico e sociale dopo l'unità d'Italia.

## Dal 1861 al progresso industriale
(Giovanni Jatta, iscrizione sull'antica casa comunale)

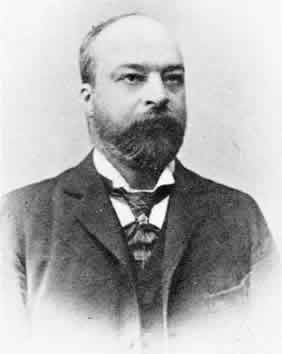
Il deputato Antonio Jatta

Nel periodo post-unitario Ruvo conobbe un momento di crescita e di produttività e negli stessi anni il deputato ruvestino del Regno d'Italia Antonio Jatta si occupò delle condizioni del lavoro in Puglia. Il progresso fu segnato dalla costruzione di vie di comunicazioni come la ferrovia e le numerose strade che misero in contatto la città con il resto della Puglia. Le varie contrade furono rivalutate e si trasformarono in fiorenti vigne, oliveti e mandorleti e i latifondi furono distribuiti. La popolazione crebbe velocemente e l'urbanistica della città mutò radicalmente: agli inizi dell'Ottocento infatti furono abbattute le mura e le porte lasciando in piedi solo due torrioni poiché l'antica muraglia non permetteva il corretto flusso dell'aria e dunque contribuiva a una precaria condizione igienica. Nel 1820 la prima scuola pubblica di Ruvo fu affidata ai Padri Scolopi e nello stesso periodo furono avviati i lavori per la strada Corato-Ruvo-Terlizzi.
Durante il 1857 Ruvo fu sconvolta da un'epidemia che colpì la gola di molti bambini; ancora una volta la popolazione ricorse alla fede esponendo le reliquie di san Biagio, protettore della gola. Dopo poco tempo l'epidemia scomparve e il santo armeno fu nominato compatrono della città. Fino al 1861 rimase integra la torre del Pilota che fu acquistata dal comune, ristrutturata, sgombrata del bastione che la cingeva e trasformata in ufficio telegrafico. Tuttavia l'eliminazione del bastione rese instabile la struttura che alle ore 22:00 del 18 febbraio 1881 crollò senza provocare vittime. Nello stesso anno entrò in funzione la Ferrotramviaria consentendo così la comunicazione con i paesi limitrofi, mentre un anno prima Ruvo fu dotata della tramvia a vapore che la congiungeva con Bari e Barletta. Nonostante le innovazioni del progresso, Ruvo, così come l'intero sud Italia, visse le tensioni sociali che sfociarono nei primi moti dei braccianti spinti dalla fame: le insurrezioni bracciantili furono represse nel sangue l'8 gennaio 1894 e mentre gli scontri del 7 gennaio 1904 terminarono con il bilancio di un morto e diversi feriti. Il 14 maggio 1905 anche Ruvo fu provvista di luce elettrica, la quale restò però a lungo un privilegio di pochi, mentre un elemento a vantaggio dell'intera popolazione fu costituito dalla realizzazione dell'Acquedotto Pugliese nel 1914. L'8 gennaio 1908 la lotta politica tra i due partiti locali sfociò in uno scontro armato in cui persero la vita tre cittadini.

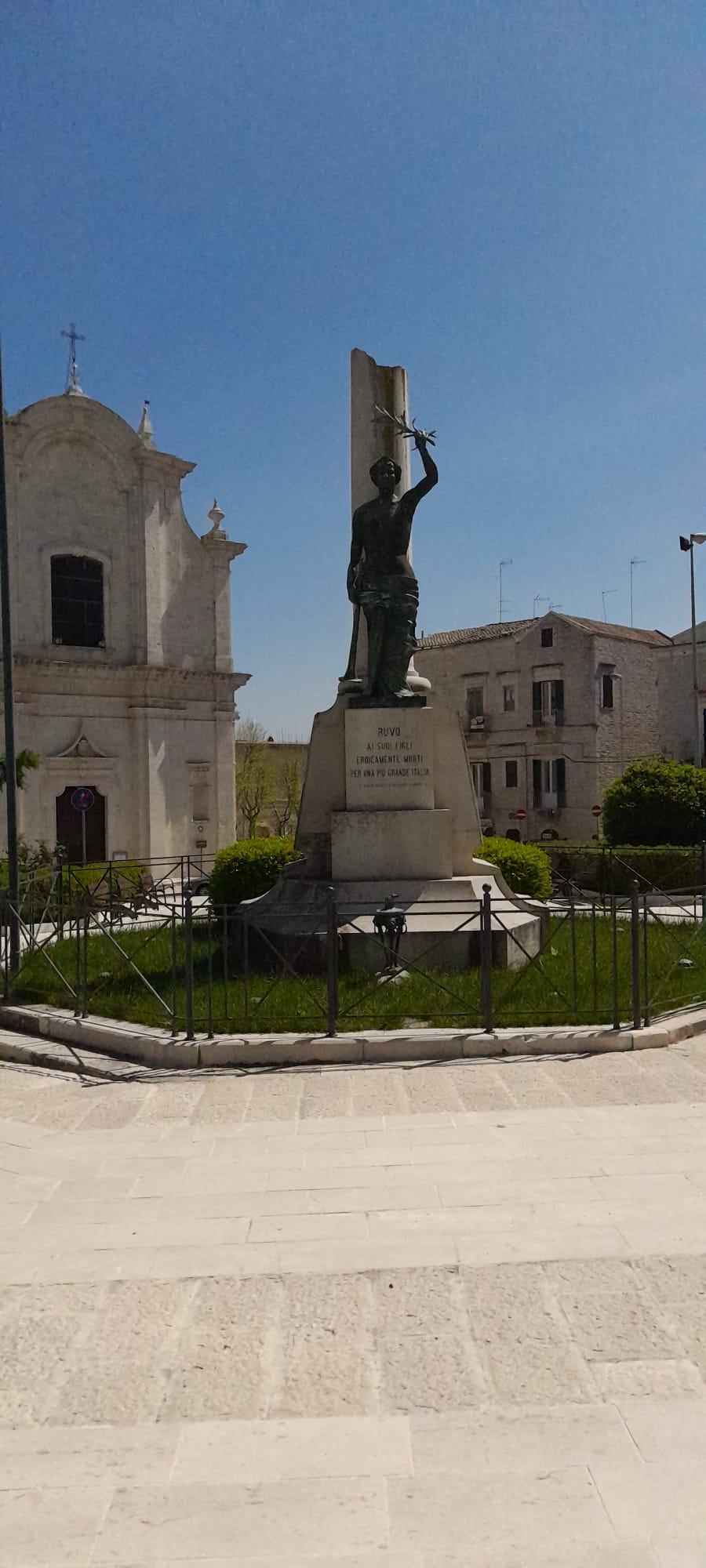
Monumento ai Caduti della Prima Guerra Mondiale, in Piazza Giovanni Bovio

Durante la prima guerra mondiale molti soldati ruvestini furono uccisi sui campi di battaglia: al termine della guerra in piazza Bovio fu eretto un monumento ai 367 ruvestini caduti nel conflitto bellico. Al termine della guerra seguì la spaventosa epidemia di febbre spagnola che colpì anche Ruvo causando un elevatissimo numero di morti, tanto che fu necessario distruggere il cinematografo Roma, fatto di legno, per costruire nuove bare. Durante il ventennio fascista fu bonificata l'area del pantano, portatrice di malaria, creata la fognatura nel 1933 e inaugurato nel 1938 il cinema Vittoria. Molte furono però le contestazione contro il regime di Mussolini da parte degli operai e dei contadini che assalirono la Casa del Fascio presente in piazza Matteotti. Esempio di antifascismo fu il sacerdote Domenico Paparella, definito il "don Sturzo ruvese": organizzò la sezione locale del Partito Popolare rifiutando la tessera del Partito Nazionale Fascista, al cui rifiuto seguirono i pestaggi da parte degli squadristi. Paparella organizzava i giovani e li esortava ad esercitare ogni attività democratica che avrebbe potuto infastidire i fascisti. Fu incarcerato con una finta accusa di aver sparato sulla folla ma le autorità furono costrette a liberarlo vista la pressione del popolo ruvestino che si sollevò contro gli squadristi che avevano ordito il complotto. Altro antifascista fu l'ingegnere Egidio Boccuzzi, linciato anch'egli per aver rifiutato la tessera del PNF poiché socialista. Boccuzzi fu falsamente accusato di errori di progettazione e dunque sospeso, ma l'ingegnere Sylos-Labini, chiamato per verificare la sua incompetenza, non trovò nulla che non tornasse riabilitandolo come professionista ma non come funzionario per volere del regime. Boccuzzi progettò l'edificio della scuola elementare "Giovanni Bovio", l'Istituto Sacro Cuore, la chiesa del Redentore e il viale e alcune cappelle del cimitero. Ruvo fu liberata subito dopo l'armistizio di Cassibile e dunque vide entrare in città l'esercito statunitense nella mattina del 16 settembre 1943. Tuttavia nell'immediato dopoguerra, nel 1946, anno di tensioni e rivolte, anche a Ruvo si registra un fatto di sangue: il 14 marzo infatti alcuni militanti della sezione locale del PCI, durante la contestazione dell'apertura della sede del Fronte dell'Uomo Qualunque, restarono vittime dell'esplosione di una bomba a mano, lanciata dal qualunquista Giulio La Fortezza, la quale provocò due morti e ventinove feriti. I moti e le lotte bracciantili non si fermarono per tutto l'immediato dopo guerra per culminare nel 1969 con una settimana di protesta iniziata il 5 luglio, giorno delle dimissioni del Governo Rumor I, evolutasi in scioperi, occupazioni e scontri da parte dei braccianti e terminata l'11 luglio con la sottoscrizione dei nuovi accordi bracciantili. Nel periodo di rinascita economica, la città si distinse nel panorama culturale con i fratelli Antonio e Alessandro Amenduni, entrambi compositori, divenuti famosi per le marce funebri che accompagnano le processioni della settimana santa di Ruvo di Puglia e Domenico Cantatore, pittore, divenuto famoso a livello internazionale per le sue odalische e per i paesaggi che richiamano la Puglia ma soprattutto Ruvo. A livello produttivo e industriale, il comune si è dotato della zona industriale al sorgere degli anni settanta ed è diventata particolarmente nota a livello nazionale e internazionale per l'olio extravergine d'oliva e per il vino DOC Castel del Monte.